# Pseudorreligión
Una pseudorreligión o pseudoteología es un término generalmente peyorativo aplicado a cualquier sistema de creencias o de filosofía que funciona de modo similar a un movimiento o institución religiosa, aunque sin lo característico de las religiones o sectas establecidas. Típicamente, estas pseudorreligiones funcionan con elementos semejantes a las religiones, teniendo un fundador, un texto fundante o principal, una liturgia o ritos y creencias basadas en fe.
Sistemas de creencias como la teosofía, el cabalismo
 la Ciencia Cristiana, o la Nación del Islam
 han sido calificadas como pseudorreligiones, así como varios de los movimientos New Age e incluso ideologías como el nazismo. Algunos grupos que se autoconsideran religiones propiamente tales, como la Cienciología, la Iglesia Raeliana y la secta Puerta del Cielo, son calificadas como cultos pseudorreligiosos.
Dentro del debate académico, las ideologías políticas que adoptan elementos religiosos son a veces referidas como "religiones políticas".
Mientras los participantes más serios de esos grupos prefieren considerarse o como parte de una religión propiamente tal o como alejados de cualquiera de éstas, la mayor parte de los adherentes está en un estatus indefinido. 

## Cuasirreligiones
En 1963 Paul Tillich distinguía las pseudorreligiones (intencionalmente similares a las religiones establecidas) de las cuasirreligiones (entidades con similitud con las religiones).

A veces, lo que yo llamo "cuasirreligiones" es llamado "pseudorreligiones", pero esto es tan impreciso como injusto. "Pseudo" indica una similitud intencionada pero engañosa; "cuasi" indica una genuina similitud, no intencionada, pero basada en puntos de identidad, y esta, ciertamente, es la situación en casos como el fascismo y el comunismo, los ejemplos más extremos de cuasi-religiones hoy.

### Algunas religiones no homologadas
- Culto a María Lionza
- Culto de cargo
- Dudeísmo
- Génesis II, Iglesia de Salud y Sanación
- Identidad Cristiana
- Iglesia de los SubGenios
- Iglesia Maradoniana
- Iglesia Patólica
- Iglesia Unida del Tocino
- Jediísmo
- Misión de la Luz Divina
- Movimiento raeliano
- Neopaganismo (Wicca)
- New Age
- Nuwaubianismo
- Pastafarismo
- Religión de la Unicornio Rosa Invisible
- Teosofía
- Crislam
- Deros
- Monstruo de Espagueti Volador
- Israelismo británico
- Religión OVNI